# Gino Graus
Gino Graus ('s-Hertogenbosch, 25 oktober 1999) is een Nederlands zanger.

## Levensloop
Graus trad onder meer op bij "Wereld Kinderdag" en "Typisch Talent" waar hij winnaar werd. Tijdens een vakantie in Turkije werd hij ontdekt door zanger Willie Oosterhuis. In 2010 debuteerde hij op tienjarige leeftijd met zijn single Een Vriend. In 2011 verscheen zijn eerste album Stap voor Stap en kort daarna Uit mijn hart.
In 2013 tekende hij een contract bij Hollywood Records. Samen met producer Edwin van Hoevelaak bracht hij zijn album Zweven op de wind uit. 'De liedjes op dit album werden onder anderen geschreven door Jan Keizer en George Baker. Hij deed in 2015 mee aan het televisieprogramma Bloed, zweet & tranen. In 2018 deed hij mee aan het Mega Piraten Festijn.

## Discografie

### Albums
- 2011 - Stap voor Stap
- 2012 - Uit mijn hart
- 2013 - Zweven op de wind

### Singles
- 2010 - Een Vriend
- 2013 - Betoverd met je ogen
- 2014 - De ware (La, la, la)
- 2015 - Facking lekker
- 2016 - Hey schat
- 2016 - Leef de dag
- 2016 - Ik Verlang Naar Kerstmis
- 2017 - Ik wil je Kussen
- 2017 - Ga je mee
- 2018 - Ik wil liever vrij zijn
- 2019 - Ik wil met je dansen
- 2019 - Verslaafd aan jou
- 2020 - Dolores